# Паганин, Массимо
Ма́ссимо Паганин (итал. Massimo Paganin; 19 июля 1970) — итальянский футболист, защитник. Известен по выступлениям за «Интернационале» и «Болонью». С «Интернационале» выигрывал Кубок УЕФА 1993/1994. После окончания карьеры играет за сборную Италии по пляжному футболу.
Его брат Антонио Паганин также итальянский футболист, с которым он вместе играл за «Интернационале».